# Nam Da-won
Nam Da-won (coréen : 남다원; née le 27 mai 1997 à Séoul en Corée du Sud), connue sous le nom de Dawon (다원), est une chanteuse et danseuse sud-coréenne. Elle fait partie du girl group sud-coréano-chinois Cosmic Girls formé par Starship Entertainment et Yueha Entertainment. Dawon est également membre d'un des sous-groupes de Cosmic Girls, la "Natural Unit".

## Biographie

### Jeunesse
Dawon est née à Séoul en Corée du Sud et a étudié à Cheongdam Middle School.

### Carrière

#### Pré-débuts
Avant de rejoindre Cosmic Girls, En 2012, Dawon est apparue dans l'émission de télé-réalité K-Pop Star 2 distribuée sur KBS mais n'a pas dépassé le deuxième tour des auditions,.

#### 2015-2017: Débuts avec Cosmic Girls et la Natural Unit et activités solos
Dawon est annoncée comme membre de Cosmic Girls le 21 décembre 2015, lorsqu'elle réalise un cover de All I Want for Christmas Is You de Mariah Carey avec Bona, Cheng Xiao, SeolA, Eunseo, Exy, Mei Qi et Yim Da-youngDayoung. Le 31 décembre, elle devient membre de la Natural Unit et débute avec Cosmic Girls le 25 février 2016 avec leur premier EP Would You Like?.
En 2016, elle réalise 3 OST : Syalala Romance Part 4, de la série télévisée Lucky Romance Slowly, Little By Little de la série télévisée Sweet Stranger and Me et Fire & Ice du film La Princesse des glaces.

#### 2019-présent: Problèmes de santé
Le 12 décembre 2019, Starship Entertainment publie un communiqué officiel expliquant que Dawon, après avoir réalisé des examens montrant la présence de troubles anxieux, prendra du repos et que le reste de Cosmic Girls continuera les promotions sans elle.

## Discographie

### Bande originale
| Année | Titre                          | Chanson                | Artiste(s)        |
| ----- | ------------------------------ | ---------------------- | ----------------- |
| 2016  | OST de Lucky Romance Slowly    | Syalala Romance Part 4 | Dawon             |
| 2016  | OST de Sweet Stranger and Me   | Little By Little       | Dawon et Junggigo |
| 2016  | OST de La Princesse des glaces | Fire & Ice             | Dawon et Yeonjung |
| 2017  | OST de Revolutionary Love      | Go Ready Go            | Dawon             |

## Filmographie

### Émissions
| Année | Titre                                                  | Titre original                                            | Réseau       | Notes                                   |
| ----- | ------------------------------------------------------ | --------------------------------------------------------- | ------------ | --------------------------------------- |
| 2012  | K-Pop Star 2                                           | 서바이벌 오디션 K팝 스타                                  | KBS          | Participante                            |
| 2015  | Knowing Bros                                           | 아는형님                                                  | JTBC         | Invitée aux épisodes 16 et 59           |
| 2016  | UZZU TAPE                                              | 우쭈테잎                                                  | -            | Membre régulière                        |
| 2016  | Would You Like Girls: My Cosmic Diary                  | 우주 LIKE 소녀                                            | MBC          | Membre régulière                        |
| 2016  | Girl Spirit                                            | 걸스피릿                                                  | JTBC         | Membre régulière                        |
| 2016  | Idol Party: Under The Sky Without a Mother             | 아이돌잔치                                                | TV-Joseon    | Invitée à l'épisode 9                   |
| 2017  | K-RUSH                                                 | KBS World Idol Show K-RUSH                                | KBS World    | Invitée à l'épisode 15                  |
| 2017  | We Like Zines!                                         | 냄비받침                                                  | KBS2         | Invitée à l'épisode 6                   |
| 2017  | WJSN - WuSoBoShow                                      | 우소보쇼                                                  | -            | Membre régulière                        |
| 2018  | Two Yoo Project Sugar Man: Season 2                    | 투유 프로젝트 - 슈가맨 2                                  | JTBC         | Invitée à l'épisode 8                   |
| 2018  | Super TV: Season 1                                     | 슈퍼TV                                                    | XtvN et tvN. | Invitée aux épisodes 11 et 12           |
| 2018  | K-RUSH: Season 3                                       | KBS World Idol Show K-RUSH Season 3                       | KBS World    | Invitée à l'épisode 33                  |
| 2018  | Idol League: Season 1                                  | 아이돌 리그                                               | -            | Invitée à l'épisode 32                  |
| 2018  | Idol Room                                              | 아이돌룸                                                  | JTBC         | Invitée aux épisodes 21 et 84           |
| 2018  | Idol Radio                                             | 아이돌라디오                                              | MBC Radio    | Invitée aux épisodes 14, 99, 246 et 420 |
| 2018  | 2018 Idol Star Athletics Championships Chuseok Special | 2018 아이돌스타 육상 볼링 양궁 리듬 체조 족구 선수권 대회 | MBC          | Membre régulière                        |
| 2018  | A Song For You 5                                       | A Song For You 5                                          | KBS World    | Invitée à l'épisode 2                   |
| 2018  | My Mad Beauty Diary                                    | 마이 매드 뷰티 다이어리                                   | JTBC4        | Invitée à l'épisode 17                  |
| 2019  | 2019 Idol Star Athletics Championships                 | 2019아이돌스타 육상 볼링 양궁 리듬 체조 족구 선수권 대회  | MBC          | Membre régulière                        |
| 2019  | Run.wav                                                | 런웨이브                                                  | JTBC         | Invitée à l'épisode 2                   |
| 2019  | Hidden Track                                           | 히든트랙                                                  | -            | Invitée à l'épisode 6                   |
| 2019  | We Play                                                | 위플레이                                                  | -            | Invitée à l'épisode 10                  |
| 2020  | 2020 Idol Star Athletics Championships                 | 설특집 2020 아이돌스타 선수권대회                         | MBC          | Membre régulière                        |

### Clips vidéos
| Année | Titre          | Artiste |
| ----- | -------------- | ------- |
| 2015  | Happy New Year | UNIQ    |